# Grylloblattodea
L'Ordine dei Grylloblattodea o Nototteri (Walker, 1914) comprende una sola famiglia, Grylloblattidae, formata da solo poche specie attribuite a tre generi: Grylloblatta Walker, con una decina di specie diffuse nelle zone montuose del Nordamerica, Galloisiana Caud.  con tre specie in Giappone e Grylloblattina Bei-Bienko con una sola specie nella Russia asiatica.
L'Ordine fu istituito nel 1914 da Walker ed è di grandissimo interesse scientifico in quanto si ritenuto molto primitivo; comprende specie attere di aspetto larviforme con caratteri che da un lato le avvicinano ai Blattoidei (per le zampe tutte uguali e con tarsi di 5 articoli), e dall'altro agli Ortotteri Ensiferi (per la struttura e lo sviluppo dell'ovopositore). In realtà esse sono da ritenere 'fossili viventi' della serie evolutiva degli Ortotteroidei, affini ai progenitori dei Blattoidei e degli Ortotteri.

## Morfologia
Specie attere, di medie dimensioni, di colore giallastro. La cuticola è scarsamente sclerificata. Il capo appiattito e diretto in avanti ricorda quello dei Dermatteri; porta due piccoli occhi laterali (formati da circa 60 ommatidi in Grylloblatta campodeiformis Walker), oppure assenti, e manca di ocelli. Antenne moniliformi e lunghe (da 28 a 40 antennomeri, secondo la specie); apparato boccale masticatore di tipo ortotteroideo, palpi mascellari di 5 articoli, labiali di 3, mandibole distalmente bidentate e con dente subprossimale, labium con premento completamente diviso
Nel torace i segmenti si presentano depressi, indipendenti tra loro, con tergiti planari e di lunghezza decrescente dal primo all'ultimo; gli sterniti sono poco sclerificati; e pleure di struttura primitiva e col trocantino ampio. Le zampe sono simili a quelle dei Blattoidei, di tipo cursorio, con coxe allungate e con tarsi di 5 articoli senza pulvilli ed arolio.
L'addome, piuttosto lungo, formato da 11 uriti, l'ultimo dei quali rappresentato da 3 laminette che circondano l'ano. Nel maschio il IX sternite porta due coxiti asimmetrici, con stili. Il X urite, in entrambi i sessi, porta un paio di lunghi cerci, simili a quelli dei Plecotteri, di 8-9 articoli allungati. Le femmine hanno un ovopositore lungo, formato da 6 valve, simile per alcune caratteristiche all'ovopositore degli stadi ninfali degli Ortotteri Tettigonidei.

## Anatomia
L'apparato respiratorio è di tipo olopneustico (2 stigmi toracici+8 addominali). Il sistema nervoso è formato da 3 gangli toracici, dei quali l'ultimo è fuso con i primo ganglio dell'addome, e da 7 gangli addominali liberi. L'apparato digerente presenta, nello stomodeo, ingluvie e ventriglio distinti; il breve mesenteron porta 2 ciechi poco differenziati; tubi malpighiani 12-24.

## Biologia
Insetti ovipari, pseudoametabolici, a sviluppo molto lento. Dopo l'accoppiamento il maschio viene divorato dalla femmina che depone le uova nei muschi un anno dopo. Le uova si schiudono dopo circa un anno dalla loro deposizione; le neanidi sono del tutto simili all'adulto e di colore grigiastro, salvo l'ultimo stadio che è di colore bianco.

Lo sviluppo postembrionale richiede 5 anni con 8 mute (3 nel primo anno, una muta per ciascuno degli anni da secondo al quarto, e 2 nel quinto anno).

I Grilloblattoidei sono animali lucifughi, a metabolismo molto rallentato; si nutrono di detriti di insetti o di piante tenere. Vivono ad alta quota, dal limite superiore degli alberi fino al limite delle nevi, in fessure di rocce, sotto i sassi, nei muschi. Non tollerano temperature superiori ai 10 °C e sono attivi nell'intervallo termico +11,3 °C -2,5 °C, ma sopravvivono anche a temperature più basse (fino a -6 °C), purché la temperatura non cali troppo rapidamente; amano l'umidità.